# Georges-Henri Pointet
Pour les articles homonymes, voir Pointet.
Georges-Henri Pointet est un antifasciste suisse, naturalisé français, né le 17 avril 1908 à Neuchâtel et mort le 23 août 1944 dans le massif du Touar, près de Toulon.

## Biographie

### Origines et famille
Georges-Henri Pointet naît le 17 avril 1908 à Neuchâtel. Il est originaire de Vaumarcus, dans le même canton. Il a un frère cadet, Pierre Jean Pointet, futur secrétaire de l'Union suisse du commerce et de l'industrie.
Son père, Georges Edmond Pointet, est directeur des postes et membre actif du Parti radical-démocratique ; sa mère est née Marguerite Élisabeth Tinembart.
Il reste célibataire toute sa vie.

### Études, articles politiques et armée
Après l'école normale à Neuchâtel, dont il sort diplômé en 1927, il fait des études de lettres aux universités de Neuchâtel et de Berlin jusqu'en 1932. Il obtient une licence pour l'enseignement de la littérature. Il écrit de premiers articles dans l'organe de presse du parti radical neuchâtelois, puis dans la Feuille d'avis de Neuchâtel « sur les agitations politiques en Allemagne et sur les violences contre les étudiants juifs ».
En 1933, alors qu'il accomplit son service militaire avec le grade de lieutenant, obtenu en décembre 1932, il publie un article dans La Sentinelle en faveur de l'élection du socialiste Ernest-Paul Graber au Conseil d'État du canton de Neuchâtel. Son major, Marcel Krügel, favorable au candidat libéral, exige qu'il atteste par écrit que sa fidélité à la défense nationale irait jusqu'à tirer sur le candidat socialiste et ses partisans. Georges-Henri Pointet ayant refusé, il se voit retirer son commandement sur décision du chef d'arme de l'infanterie Ulrich Wille. Cette sanction provoque une vive polémique.

### Antifascisme et Forces françaises libres
Il se lance ensuite dans la lutte antifasciste, notamment avec son ami André Corswant. Il fait notamment partie des personnes qui fondent en octobre 1934 le Front antifasciste.
Il est professeur de français dans un grand lycée du Caire à partir de l'automne 1935, faute d'avoir trouvé un emploi en Suisse. 
En juillet 1942, il se rend en Syrie et s'engage dans les Forces françaises libres. Affecté à la 1re division française libre, il participe aux combats d'El Alamein, de Tripolitaine, de Tunisie et d'Italie. Il est tué peu après le débarquement de Provence du 15 août 1944. Il avait demandé et obtenu peu auparavant la nationalité française et avait écrit le 1er août 1944 à la légation de Suisse au Caire qu'il renonçait à la nationalité suisse.

### Mort et sépulture
Il meurt le 23 août 1944, à l'âge de 36 ans, dans le massif du Touar, près de Toulon, fauché par un éclat d'obus. Les Compagnons de la Libération Julien Chabert et Georges Jeanperrin écrivent à son père pour saluer son parcours.
Il est enterré dans le département du Var, soit au cimetière d'Hyères, soit dans la nécropole nationale de Boulouris à Saint-Raphaël.

## Distinction
- 1944 : Croix de guerre avec étoile de bronze[2]
- 1945 : chevalier de la Légion d'honneur (à titre posthume)[2]